# 스테펜 올센
스테펜 할프단 올센(덴마크어: Steffen Halfdan Olsen, 1983년 1월 30일~)은 덴마크의 사격 선수로 주 종목은 소총이다. 2020년 하계 올림픽과 2024년 하계 올림픽 남자 사격에 덴마크 국가대표로 참가했으며 세계 선수권 대회에서 금메달 1개를 획득했다.